# Drususdam

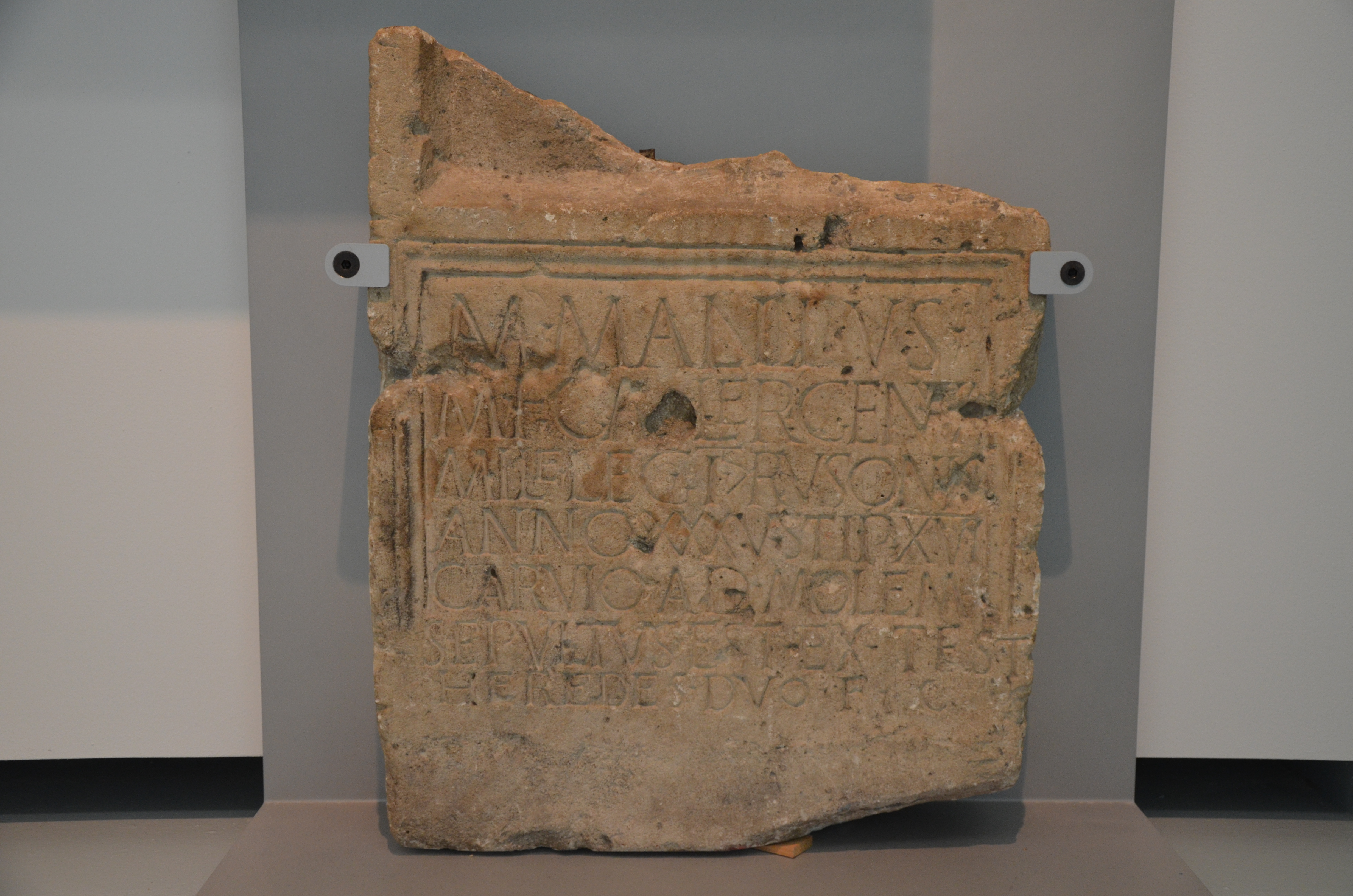
De grafsteen met de vermelding van Carvium

De Drususdam was een dam in de Waal, nabij de splitsing van Rijn en Waal, die diende om meer water naar de Nederrijn te stuwen. De dam werd aangelegd rond 10 v.C. door de Romeinse veldheer Nero Claudius Drusus. Zo werd de Nederrijn, toen grensrivier van het Romeinse Rijk, breder en dieper. Ook werd meer water beschikbaar voor de Drususgracht, die de Nederrijn verbond met het Flevomeer en de noordelijke kusten. 
De dam werd tijdens de Bataafse Opstand in 70 n.C. vernield. Slechts twee korte passages bij de Romeinse schrijver Tacitus vermelden de dam of dijk van Drusus.

## Historische achtergrond
In de tweede helft van de 1e eeuw v.C. staken geregeld Germaanse stammen de Rijn over naar Noord-Gallië (Gallia Belgica), dat onder Romeins bestuur stond. Romeinse strafexpedities richtten weinig uit. Keizer Augustus (63 v.C -14 n.C) bereidde daarom een grote invasie voor, en de verovering van heel Germanië tot aan de Elbe. In 12 v.C. werden 5 à 6 legioenen (van elk 6000 man) en Gallische en Germaanse hulptroepen aan de Noordelijke Rijngrens samengetrokken. Aanvoerder was de jonge maar kundige Drusus (38 - 9 v.C), stiefzoon van Augustus. In het kader van de Romeinse aanval die volgde, liet Drusus een kanaal graven dat een betere toegang naar het noorden van Germanië moest verschaffen. Om meer water op de Nederrijn en het kanaal te brengen, stuwde hij de Waal op door middel van een dam.

## Tijd van aanleg van de dam
In 12 v.C., het jaar van de eerste acties van Drusus tegen de Germanen, was deze net benoemd als gouverneur van de drie Galliën (Gallia Comata). In het voorjaar voerde hij daar nog een uitgebreide volkstelling (census) uit. In augustus wijdde hij in Lyon (Lugdunum) met de Gallische leiders een nationaal heiligdom in. Daarna trok hij naar het noorden en dreef onderweg Germaanse invallers terug. Tegen september was hij aan de Rijn bij de Betuwe (het 'eiland der Bataven'). Die plek was gekozen als uitvalsbasis voor de invasie. Hier stak hij meteen de Rijn over voor een kleine strafexpeditie. Pas in de nazomer van 12 v.C. begon hij met een al gereed liggende grote vloot aan een verkenningstocht naar de noordelijke kust. Er was dat jaar geen tijd en rust voor waterbouwkundige werken zoals een kanaal en een dam. Drusus nam waarschijnlijk de route via de Nederrijn, de 'Utrechtse' Vecht, het Flevomeer, het Vlie en de Noordzeekust.
Ook voor de daaropvolgende jaren, van 11 tot 9 v.C. zijn er nog geen aanwijzingen voor het bestaan van een dam of gracht van Drusus. De veldheer viel toen langs zuidelijker routes, over de Lippe en de Main, Germanië binnen. In 9 v.C. overleed hij aan de gevolgen van een ongeval. De werken aan de gracht en de dam hebben waarschijnlijk vele jaren geduurd. Ze moeten wel in Drusus' tijd zijn begonnen, maar raakten toen nog niet klaar of voldeden niet helemaal. Tacitus merkte op dat in 58 n.C. Paulinus Pompeius en Lucius Vetus, bevelhebbers aan de Rijn, de dijk lieten afmaken waaraan Drusus was begonnen om de Rijn te bedwingen.

## Plaats van de dam
Er bestaat geen zekerheid over de ligging van de dam van Drusus. De klassieke bronnen zijn er niet duidelijk over. Tot in de 19e eeuw werd vaak gedacht dat het ging om een dijk ergens op de linkeroever van de Nederrijn bij Wijk bij Duurstede. Die zou het eiland van de Bataven hebben beschermd tegen overstroming. Er werd toen geen verband gelegd tussen de dam en de gracht van Drusus. Aanleiding voor het idee van een hoogwaterkering was wellicht de vermelding bij Tacitus dat die was aangelegd om de Rijn te 'bedwingen'. De mogelijkheid van een rivierdijk wordt tegenwoordig onwaarschijnlijk geacht, omdat grotere ringdijken pas vanaf ongeveer 1000 n.C. bekend zijn. Ook waren in deze tijd de waterstanden aan de ruime onbedijkte rivier lager, de te beschermen belangen geringer, en voldeden stroomruggen en oeverwallen meestal nog als woonplaats.
Vooral vanaf het begin van de 19e eeuw, begon men de dam van Drusus te zien als een werk ín de rivier, op het splitsingspunt van de Rijn en de Waal. Een gesloten dam of stroomgeleidende krib of leidam in de bovenmond van de Waal zou, samen met aansluitende dijken, een groter deel van het Rijnwater naar de Nederrijn hebben afgeleid. Dat zou voor de hoogwaterbescherming van delen van de Betuwe hebben gediend. Volgens sommigen wilden de Romeinen van de Nederrijn een bredere en diepere grensrivier maken. Een enkeling bedacht dat daarmee ook meer water naar de Drususgracht gestuwd werd, die daarmee eenvoudiger en beter aangelegd kon worden. Dat de dam bij de bovenmond van de Waal gelegen was, werd ook gesuggereerd door Tacitus, die aangaf dat de dam het Rijnwater uit de Waal had gehouden en naar de Nederrijn had afgeleid.
In de 20e eeuw namen historici vrij algemeen aan dat Drusus een dam of krib op het splitsingspunt had gelegd, waardoor de Nederrijn was vergroot en de Drususgracht van voldoende water werd voorzien. Waterbouwkundigen twistten erover of het een gesloten dam of een soort leidam was geweest. De meesten dachten aan het laatste. De discussie werd actueler toen in 1938 bij baggerwerken in 'De Bijland' nabij Herwen (tussen Lobith en Pannerden) op een diepte van 10 à 12 m onder water een steenmassa van 200 à 500 bij 70 m werd aangetroffen. Aan de rand vond men ook Romeinse wapens, voorwerpen en bewerkte stenen. Op één steen stond vermeld dat soldaat Marcus Manlius te Carvium aan de molus (dam) was begraven. De gevolgtrekking lag voor de hand dat Carvium een Romeins fort was dat de dam moest beschermen. Men meende daarom naast de resten van het fort in de steenmassa ook die van de dam te hebben teruggevonden. Die conclusie werd echter kort daarna door meerdere deskundigen tegengesproken. Ze toonden op geologische, rivierkundige en historische gronden aan dat het splitsingspunt van Rijn en Waal in de Romeinse tijd nooit op die plek kon zijn geweest. Het zou 4 à 5 km zuidelijker tussen Lobith en het Duitse Rindern hebben gelegen.
In een proefschrift uit 2016 werd een andere denkrichting voorgesteld, die mogelijk een oplossing geeft voor de puzzel rond de dam van Drusus. Al te gemakkelijk werd steeds aangenomen dat die aan het splitsingspunt moest liggen, zoals in de latere waterbouwkunde gebruikelijk was. Een dam of leidam op die plaats had echter, zeker voor de Romeinse stand van de techniek, belangrijke nadelen. Het belangrijkste bezwaar was de permanente sterke stroming aan de kant van de Rijn, zeker bij een leidam, met blijvend gevaar voor onderspoeling en uitspoeling. Dat gold te meer omdat er in die vroege periode waarschijnlijk nog geen stort- of zetsteen beschikbaar was. Voor Drusus was het een stuk eenvoudiger een gesloten dam aan te leggen op enige afstand benedenstrooms van het splitsingspunt in een hoofdgeul van de Waal. Een dam daar, eenmaal bij laagwater gebouwd, hoefde alleen de statische waterdruk van de (deels) afgesneden Waal te keren. Op de plek aan de toenmalige Waal bij Herwen, waar de steenmassa met resten van het fort Carvium werd gevonden, zou daarom ook de dam van Drusus gelegen kunnen hebben.

## Mogelijk aanzien van de dam
De Romeinen hebben in de landen rond de Middellandse Zee, in Gallië en Germanië laten zien dat ze bruggen en dammen in grote rivieren konden bouwen. De kern van de dam kan hebben bestaan uit twee of meer rijen zware ingeheide palen (eventueel met ijzeren punt), bekleed met horizontale planken en mogelijk onderling verbonden door trekbalken. De binnenruimte en de buitentaluds kunnen zijn gevuld met aarde, grind en rivierkeien, aannemende dat er in die vroege periode nog geen stortsteen beschikbaar was. Een betere stabiliteit en duurzaamheid zou bereikt kunnen zijn door op de waterkerende zijde klei aan te brengen en een laag grof grind of rivierstenen, met eventueel een begroeiing van riet en wilgen. Op dergelijke, maar iets eenvoudiger manier legden de Romeinen later ook verhoogde wegen aan in het natte kustgebied. De dam leidde ter plaatse tot een beperkte waterstandsverhoging omdat het Rijnwater de andere al gebaande weg door de Nederrijn kon kiezen. Die schuurde daardoor verder uit. De Waal kon, maar hoefde niet volledig afgesloten te worden om het gewenste effect te verkrijgen. Wellicht heeft een stroombestendige overlaat naast de dam, bijvoorbeeld in een nevenarm van de Waal, de dam voor overstroming en de Nederrijn voor al te grote vloeden behoed.
Een dam op 4 à 5 km van het splitsingspunt had ook het voordeel dat hij beter te verdedigen was tegen overvallen vanaf de overzijde van de Rijn. De Waal vormde een opening in de noordgrens van Gallië, waarlangs Germaanse stammen konden binnenvallen. Alleen een versterkte dam kon die toegang voor schepen afsluiten. Hij kon bij fort Carvium eenvoudig worden opgenomen in de doorgaande heerbaan op de linkeroever van de Rijn. Een brug over de Waal was dan niet nodig (zoals bij een leidam), hoogstens een eenvoudige brug bij de overlaat. De afgesneden bovenmond van de Waal bood daarbij een uitstekende, beschutte en langdurig diepe haven van grote afmetingen. Ze lag vlak bij de legerplaatsen (castra) van Noviomagus (het huidige Nijmegen) en was ideaal als uitvalsbasis voor grote vlootoperaties naar het noorden. Dit komt overeen met de beschrijving die Tacitus gaf van de verzamelplaats van Drusus' zoon Germanicus (15 v.C -19 n.C), waar zijn 'duizend' vaartuigen gemakkelijk konden aanleggen en zijn troepen eenvoudig inschepen.
Vanaf de Rijn zou die brede, stilstaande of traag stromende Waalmond (naast een grote sterk stromende Nederrijn) het aanzien hebben gehad dat Tacitus ervan schetste. Hij noemde voor het jaar 16 n.C. (toen de dam al lang zijn werk deed) in elk geval geen dam of leidam bij zijn beschrijving van het splitsingspunt van de Rijn. Pomponius Mela beschreef rond 43 n.C. de vertakkingen van de Rijn. Hij noemde daarin wel de (Utrechtse) Vecht en de (latere) Oude Rijn bij de kust, maar niet de Waal. Die laatste werd toen mogelijk niet meer als Rijntak gezien. Plinius, die de situatie van eigen waarneming kende, vermeldde rond 77 n.C. wel de Waal, mogelijk omdat de dam na de vernieling door de Bataven in 70 n.C. (nog) niet hersteld was.
Een belangrijk onderdeel van het damproject moeten bijbehorende dijkwerken zijn geweest. De Rijn was nog onbedijkt en werd slechts begrensd door onregelmatige natuurlijk afgezette stroomruggen. Daardoor konden ongecontroleerde nieuwe lekken en geulen ontstaan, zeker omdat de dam het water enigszins opstuwde. Om waterverliezen te voorkomen moest de dam over zekere afstand waar nodig worden verlengd door aansluitende keringen van gelijke hoogte. Voor een deel bestond dat werk uit het opvullen van lage gedeelten tussen de bestaande stroomruggen. Daarop doelt Tacitus waarschijnlijk waar hij spreekt over het decennia later afmaken van de dijk (agger) die de Rijn moest bedwingen.

## Vernieling van de dam
In 69/70 n.C. kwamen Cananefaten en Bataven, geholpen door Friezen en andere Germaanse en ook Gallische stammen in opstand tegen het Romeinse gezag. Na aanvankelijke successen werden de opstandelingen in de zomer van 70 n.C. gedwongen zich naar het noorden over de Waal terug te trekken. Ze ontruimden de Bataafse nederzetting Oppidum Batavorum, die moeilijk te verdedigen was. Ze namen alles mee wat ze konden en staken de rest in brand. Ze verschansten zich aan de overkant van de Waal in de Betuwe. Daarvoor was het nog nodig de waterbarrière van de Waal te herstellen door Drusus' dam weg te ruimen. Tacitus vertelde dat door het vernielen van de dam het Rijnwater weer door zijn natuurlijk verval naar de Gallische kant (de Waal) kon stromen. Aan de andere kant bleef van de Nederrijn toen slechts een smalle geul over, zodat de Betuwe en het Germaanse land ten oosten en noorden daarvan bijna aan elkaar vast leken te zitten. Het gaf de opstandelingen een adempauze in hun strijd, die ze uiteindelijk toch grotendeels verloren.
Het is niet bekend of, en zo ja wanneer en hoe, de dam weer is opgebouwd. Bij herbouw op dezelfde plaats na 70 n.C zou ook stortsteen gebruikt kunnen zijn, wat voor de eerste bouw minder waarschijnlijk was. De omstandigheden waren inmiddels wel deels veranderd. Extra water voor de Nederrijn, definitief de grensrivier, was nog steeds wenselijk. Maar de Drususgracht, de kortsluiting naar de IJssel en het Flevomeer, had na het opgeven (rond 47 n.C.) van de plannen om Germania tot aan de Elbe te veroveren zijn nut verloren. Omdat ze Rijnwater kostte en invallers toegang naar de Rijn verschafte, is ze wellicht dichtgeworpen of heeft men ze bewust laten verlanden.

## Werelderfgoed
Als onderdeel van de Neder-Germaanse limes is het gebied rond de Bijland voorgedragen voor de kandidatenlijst voor het werelderfgoed als uitbreiding op de delen in Duitsland en Engeland. Op 9 januari 2020 is het nominatiedossier aan de UNESCO aangeboden, met daarin de in Nederland 19 meest complete en best bewaarde vindplaatsen uit de Romeinse tijd, waaronder het gebied Herwen-De Bijland. 
Op 4 juni 2021 is een positief advies uitgebracht door ICOMOS.
Op 27 juli 2021 zijn tijdens de vergadering van het Werelderfgoedcomité van de UNESCO in het Chinese Fuzhou de onderdelen uit het nominatiedossier  de status van Werelderfgoed toegekend.
Het belang van het gebied de Bijland wordt als volgt omschreven:
De militaire kampen bij De Bijland getuigen van een van de meest indrukwekkende waterstaatkundige werken gerealiseerd door het Romeinse leger – de dam die onder bevel van keizer Augustus werd gebouwd door zijn adoptiezoon Drusus was bedoeld om meer water naar de Rijn te leiden. Het begin van de bouw c. 9 v.Chr. en de voltooiing ervan c. 55 n.Chr zijn opgetekend door de historicus Tacitus , evenals de vernietiging ervan tijdens de Bataafse opstand van 69/70 na Chr, waarna deze hersteld moet zijn.
De golfbreker zelf is tot nu toe niet bevestigd, maar moet ergens tussen de forten Carvium en Kleve-Keeken gelegen hebben. De nabijheid wordt bevestigd door de vondst in De Bijland van een grafsteen met daarop een soldaat begraven ‘bij Carvium bij de dam’.
De twee greppels bij De Bijland zijn zeer onvolledige voorbeelden van militaire installaties, maar het buitengewone verhaal in verband met deze greppels en met het geërodeerde stenen fort waarvan de overblijfselen op de bodem liggen van de steengroevepool maken hun opname in het genomineerde onroerend goed rechtvaardigt. Ze illustreren de moeite die de Romeins leger om de loop van de rivier aan te passen aan haar behoeften